# La mia vita di uomo
La mia vita di uomo (in originale My Life As A Man) è un romanzo di Philip Roth pubblicato nel 1974. Si tratta del primo libro dell'autore a includere il personaggio di Nathan Zuckerman, che ritornerà poi in altri romanzi nei decenni successivi.

## Trama
Il lavoro è diviso in due sezioni: la prima sezione, Utili Finzioni, è composta da due racconti, intitolati Anni verdi e Corteggiare il disastro (ovvero: Serio negli anni '50), che ruotano attorno al personaggio di Nathan Zuckerman, mentre la seconda sezione, La mia vera storia, è un libro di memorie scritte in prima persona sul personaggio di Peter Tarnopol, uno scrittore ebreo autore proprio dei due racconti della prima sezione.

## Edizioni italiane
- trad. Pier Francesco Paolini, Milano, Bompiani, 1975, pp. 356
- trad. Norman Gobetti, Torino, Einaudi, 2015, pp. 374, ISBN 9788806227302